# Mórahalom

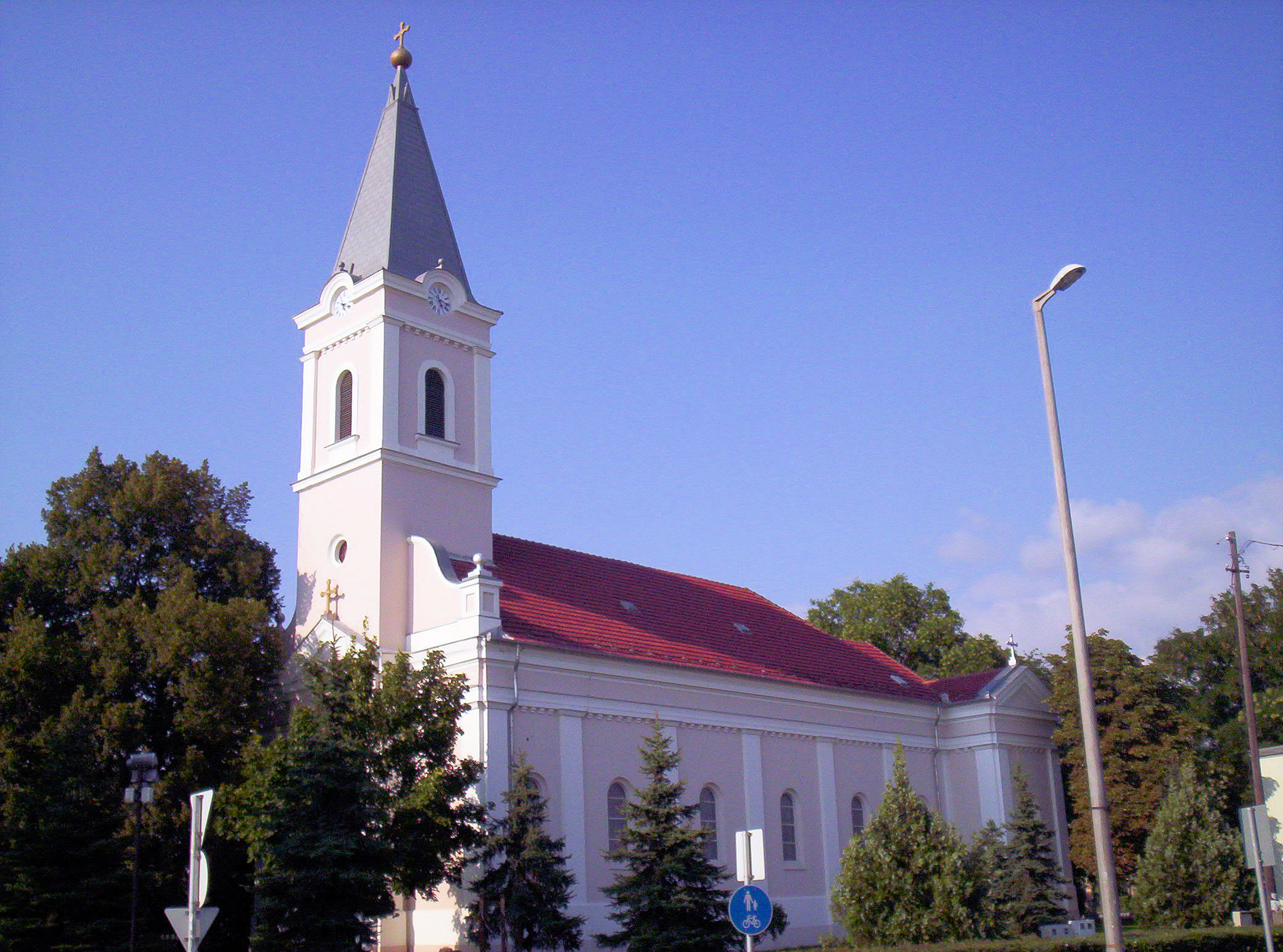
De Sint Lászlókerk van Mórahalom (1903)

Mórahalom is een stad en gemeente in het Hongaarse comitaat Csongrád en had op 1 januari 2011 6.090 inwoners. In 2001 waren dit er nog 5.500. De stad is daarmee een van de snelst groeiende plaatsen in het comitaat. Mórahalom kreeg stadsrechten in 1989.
Tot 1950 was Mórahalom onderdeel van de gemeente Szeged en heette Lager-Szeged. De plaats vormde toen een centrum in het westelijke deel van de gemeente dat veel kleine boerderijen (tanyák) kende.
Mórahalom heeft zich ontwikkeld tot toeristische bestemming. In het stadje bevindt zich een groot overdekt en openluchtbadencomplex, Szent Erzsébet fürdö (Sint-Elisabethbad), dat zowel als kuuroord als recreatief bad functioneert. Het bad heeft 21 verschillende baden met een temperatuur tussen de 29 en 35 graden.
In 2015 werd in Mórahalom het park Mini Hungary geopend. Het park, dat vergelijkbaar is met Madurodam, toont verscheidene Hongaarse monumentale gebouwen, niet alleen uit het huidige Hongarije maar ook uit de omringende landen die tot 1920 bij Hongarije behoorden.
In 2015 kwam een rondweg om Mórahalom gereed; het doorgaande verkeer van de weg nr. 55 is nu uit het centrum van de stad verdwenen.
In 2015 kwam de stad in het nieuws door de toestroom van vluchtelingen naar de EU bij haar grensovergang en het hek wat de Hongaarse overheid hiertegen bouwde.

## Stedenbanden
Mórahalom heeft een stedenband met:
- Chamerau, Duitsland
- Fiumalbo, Italië
- Pievepelago, Italië
- Parco del Frignano, Italië
- Sânmartin, Roemenië
- Temerin, Servië
- Uniejów, Polen